# Sergio Riva (bobbista)
Sergio Riva (Bergamo, 29 marzo 1983) è un ex bobbista italiano.

## Biografia
Nato nel 1983 a Bergamo, ha iniziato a praticare il bob nel 2007, a 24 anni.
A 26 anni ha partecipato ai Giochi olimpici di Vancouver 2010, nella gara a due insieme a Fabrizio Tosini, chiudendo 17º con il tempo totale di 3'30"66.
A fine dello stesso anno ha ottenuto due podi nella Coppa del Mondo di bob 2011, insieme a Simone Bertazzo: un 2º posto a Park City, negli Stati Uniti, il 10 dicembre 2010, dietro la coppia russa Dmitrij Trunenkov-Aleksandr Zubkov e un successo il 18 dicembre, a Lake Placid, sempre negli USA.
A febbraio 2011 ha preso parte ai Mondiali di Königssee nella gara a quattro insieme a Simone Bertazzo, Samuele Romanini e Matteo Torchio, terminando 20º in 3'20"48.
Ha chiuso la carriera nel 2012, a 29 anni.